# Lego Masters Sverige
Lego Masters Sverige är ett svenskt underhållningsprogram från 2020, baserat på den brittiska programmet med samma namn från 2017. Första säsongen hade premiär på TV4 och C More den 25 oktober 2020, och den bestod av 8 avsnitt. Säsong två hade premiär den 28 augusti 2021. Den tredje säsongen hade premiär den 20 augusti 2022.

## Upplägg

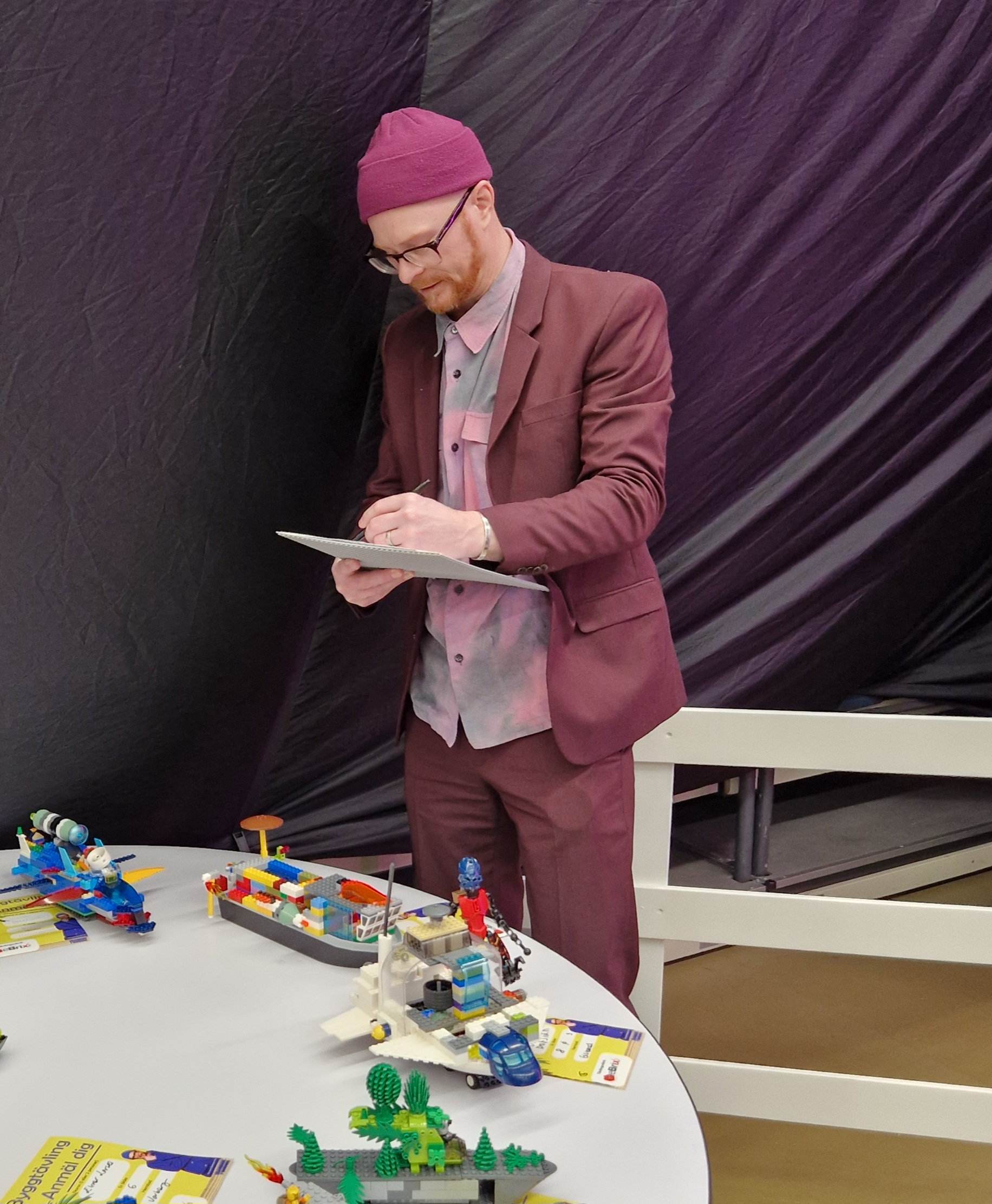
Magnus Göransson, domare i Lego Masters Sverige, den 20 april 2024.

I programmet tävlar åtta lag som består av två medlemmar som ska bygga enorma modeller av Lego på tid. När tiden är slut blir lagen bedömda av en expert som bedömer vilka lag som ska gå vidare i tävlingen och vilket lag som ska åka ut. När endast ett lag kvarstår korsas de till vinnare och får titeln "Lego Mästare". Programledare för programmet är Mauri Hermundsson och vid sin sida har han "Brickmastern" (även kallad domare) Magnus Göransson.

## Deltagare

### Säsong 1[3]
| Lag                                 | Ålder | Bostad               | Sysselsättning                   | Lagnamn                   | Placering       |
| ----------------------------------- | ----- | -------------------- | -------------------------------- | ------------------------- | --------------- |
| David Gustafsson Rickard Stensby    | 20 39 | Mullsjö Skövde       | Egenföretagare Affärschef        | Två Små Blå Klossar       | 1               |
| Peter Ilmrud Emil Lidé              | 38 40 | Upplands Väsby Lund  | Projektledare Mjukvaruutvecklare | Knights of Historica      | 2               |
| Emma Farm Eva Svartkrut             | 31 46 | Sundsvall Lindesberg | – Lärare                         | De Coola Konstnärerna     | 2               |
| Sarah Beyer Leonard Jegerås         | 40 31 | Klagshamn Tostared   | Bolagsjurist Elektronikmontör    | De Glada Bitarna          | 4               |
| Daniel Eggens Joakim Jidbacken      | 49 21 | Uppsala Norrköping   | Projektledare Studerar           | Duo med Kloss             | 5               |
| Robert Lundmark Hans Brettschneider | 45 55 | Skellefteå           | Lärare Egenföretagare            | Norrlandsdivisionen       | 6 (drog sig ur) |
| Stefan Eriksson Michael Lundqvist   | 38 22 | Bandhagen            | Trollkarl Förskollärare          | The Comic Book Guys       | 7               |
| Petter Åkeson Mattias Wahlgren      | 47 49 | Visby                | Arkeolog Kommunikatör            | Legogubbarna från Gotland | 8               |

### Säsong 2[4]
| Lag                                 | Ålder | Bostad              | Sysselsättning                   | Lagnamn           | Placering |
| ----------------------------------- | ----- | ------------------- | -------------------------------- | ----------------- | --------- |
| Felix Terman Vidar Olsson           | 27 21 | Malmö Norrköping    | Universitetsadjunkt Filmskapare  | PoPi              | 1         |
| Jacob Pedersen Robin Nilsson        | 44 32 | Helsingborg Årjäng  | Tatuerare Barnomsorgen           | Brickfighters     | 2         |
| Jonas Wide Liv Brandt               | 38 35 | Ludvika Landvetter  | Civilingenjör Dagbarnvårdare     | Onlinebyggarna    | 2         |
| Melina Cirverius Nathalie Cirverius | 34 32 | Stockholm           | Systemutvecklare                 | Timewasters       | 4         |
| Joakim Segeblad Johan Bergman       | 40 44 | Värnamo Gävle       | Personlig assistent Ungdomscoach | De inbitna        | 5         |
| Anton Juholt Viktor Juholt          | 28 25 | Linköping Stockholm | Egenföretagare Studerar          | Batjonga byggarna | 6         |
| Albin Hansson John-Erik Hansson     | 19 60 | Norrköping          | Studerar Försäljningsingenjör    | Händiga Hanssons  | 7         |
| My Söderberg Viola Lindell          | 24 39 | Tomelilla Örebro    | Mammaledig Konstnär              | Upp i det Blå     | 8         |

### Säsong 3[5]
| Lag                                 | Ålder | Bostad               | Sysselstättning                    | Lagnamn           | Placering |
| ----------------------------------- | ----- | -------------------- | ---------------------------------- | ----------------- | --------- |
| Emma Friman Andreas Lenander        | 34 39 | Vålberg Täby         | Farmaceut Allmänläkare             | Team medicin      | 1         |
| Hanna Broberg Jennie Lindell        | 43 34 | Kalmar Vittinge      | Inormatiker Kundservice            | Supermammorna     | 2         |
| Olle Moquist Björn Berglund         | 20 44 | Älvsjö Trelleborg    | Modell Grafisk formgivare          | Konstnärssjälarna | 2         |
| Sergio Jaensson Leonard von Wolcker | 30 36 | Vimmerby Nyhamnsläge | Elevassistent Systemutvecklare     | De ravanschsugna  | 4         |
| Peter Röhr Jonas Karlsson           | 32 40 | Kil Skärblacka       | Verksamhetsutvecklare FU-inspektör | Humor             | 5         |
| Jenny Wistbacka Jimmy Holmberg      | 46 42 | Eskilstuna           | Teaterpedagog Familjebehandlare    | The Lovebirds     | 6         |
| Johan Tedestål Emil Ahlanzberg      | 26 27 | Stockholm            | Solcellsingenjör Bolagsbyggare     | Entreprenörerna   | 7         |
| Jimmy Skoglund Glenn Stark          | 43 34 | Båstad Tumba         | Undertaksmontör Takmålare          | Takgossen         | 8         |